# Eugène Leblan
 Eugène Leblan, né le 24 mai 1819 à Reims et décède le 21 décembre 1885 à Reims, est un architecte français qui a réalisé un nombre important de relevés et de dessins des monuments historiques de la ville de Reims.

## Biographie
Henri Eugène Leblan est né le 24 mai 1819 à Reims. Il est le fils de Jean Baptiste Augustin Leblan, serrurier demeurant à Reims de Marie Catherine Charlotte Chardainne.
Il épouse le ? Jeanne Elisa Vacarie.
Il a été professeur de dessin appliqué à l’industrie du bâtiment.
Il a écrit, ou participé par ses dessins et croquis, à de nombreux ouvrages sur les monuments de Reims.
Il participa avec Auguste Reimbeau, autre architecte né à Reims, au concours de Lille pour la construction de  l’Eglise Notre-Dame-de-la-Treille sans être retenu pour le projet.
Eugène Leblan décède le 21 décembre 1885 à Reims et est inhumé dans le canton 2 du cimetière du Nord de Reims.

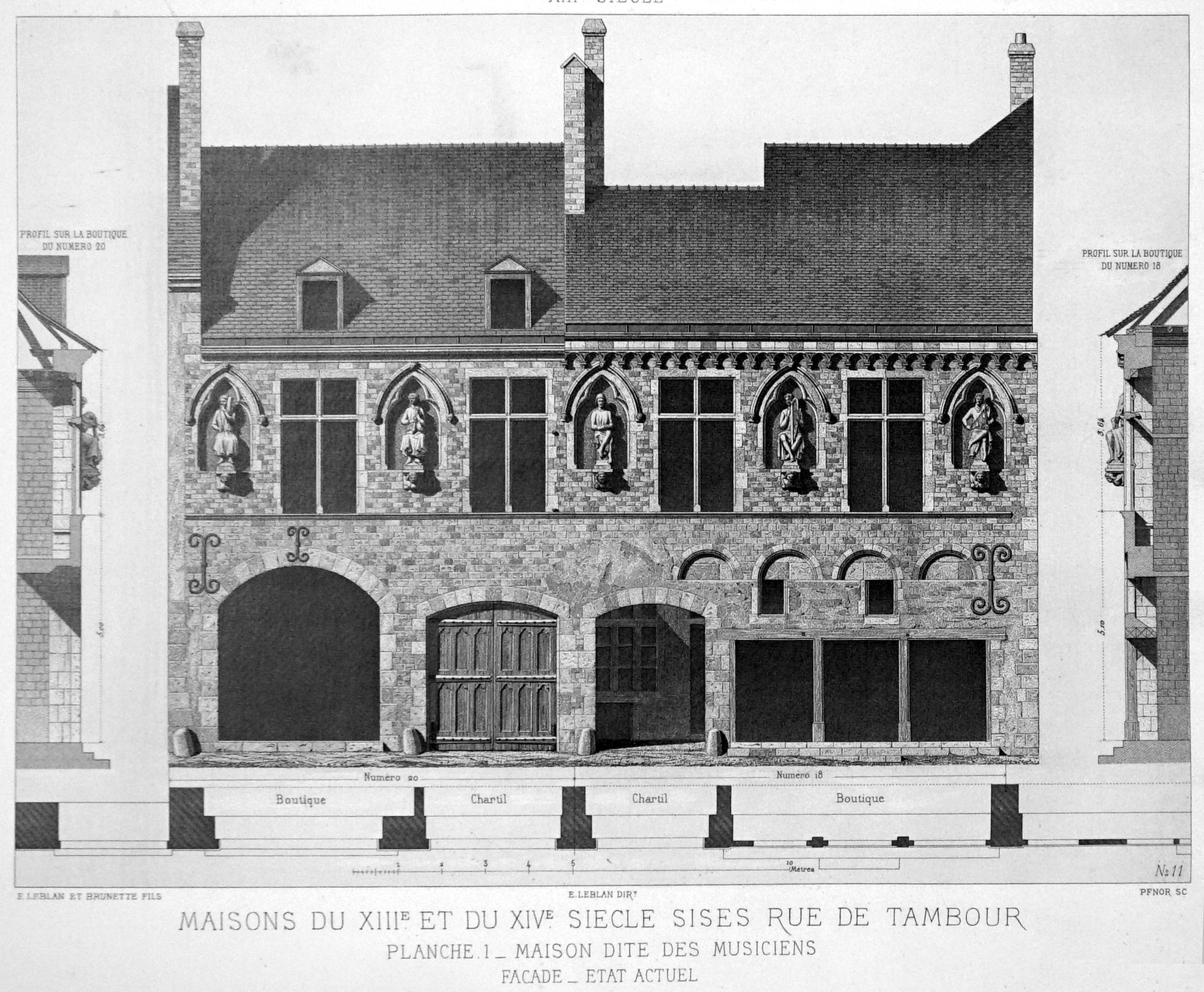
Dessin de la maison des musiciens à Reims.
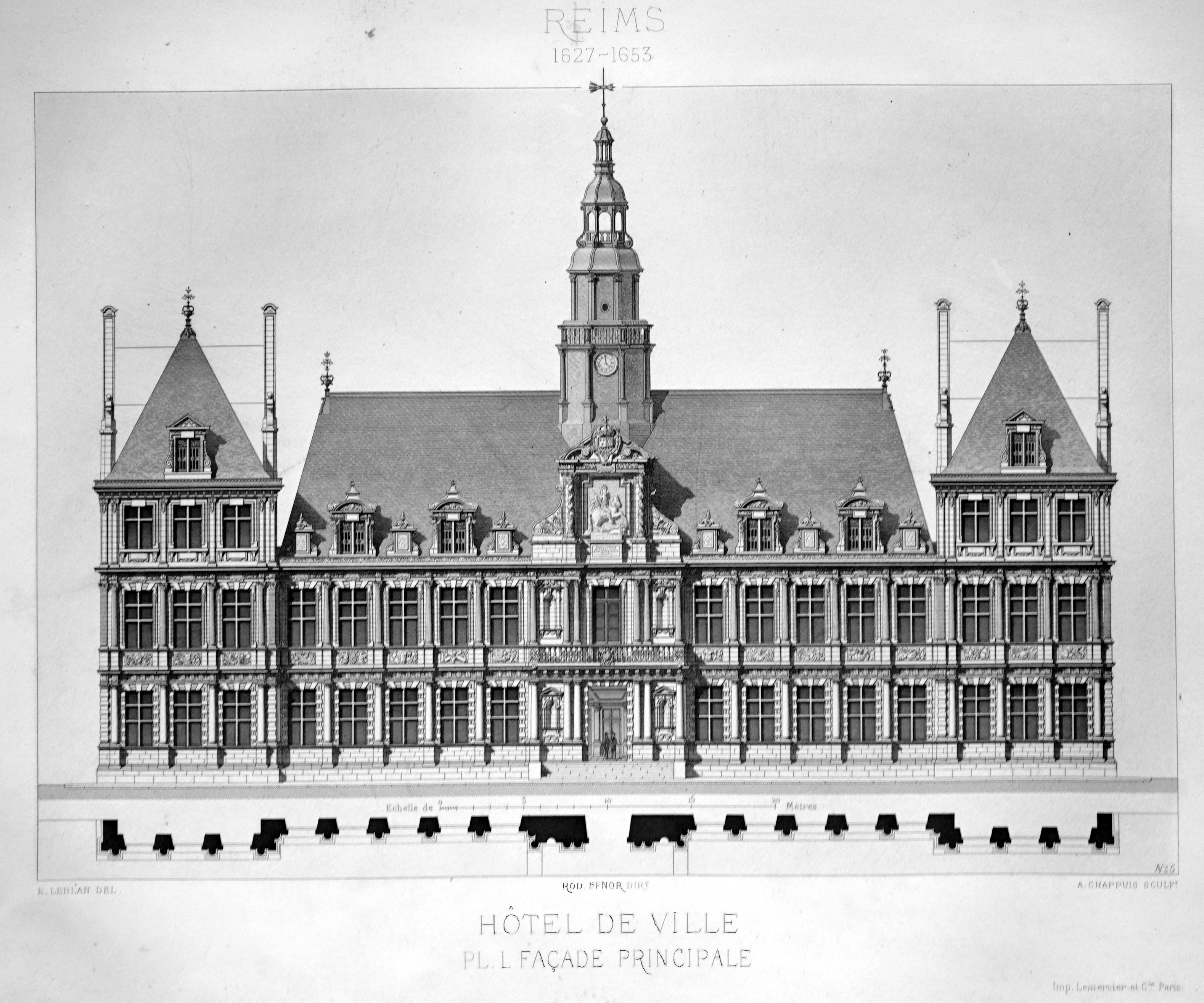
Dessin de l'Hôtel de ville de Reims.

## Auteur de livres
- Les monuments historiques de la Ville de Reims au point de vue de l'art et de la construction / par Eugène Leblan, architecte ; avec la collaboration, pour la gravure de M. R. Pfnor, et pour le texte, de MM. Louis Paris et Louis Demaison. Epernay Bonnedame et fils, 1881,
- Architecture, histoire. Les monuments historiques de la ville de Reims / par Eugène Leblan ; sous la direction de M. Louis Paris, pour le texte, et avec la collaboration, pour la gravure, de M. Rodolphe Pfnor, 1882,
- Portail de la cathédrale de Reims. Surélévation des Flèches. Rapport relatif au dessin fait par Eugène Leblan, architecte et reproduit par Borderia.